# Anne-Marie Rindom
Anne-Marie Rindom est une skipper danoise née le 14 juin 1991 à Søllerød. Elle a remporté la médaille de bronze du laser radial féminin aux Jeux olympiques d'été de 2016 à Rio de Janeiro puis la médaille d'or aux Jeux olympiques d'été de 2020 à Tokyo.
En juin 2024, elle est nommée avec le handballeur Niklas Landin Jacobsen porte-drapeau de la délégation danoise aux Jeux olympiques d'été de 2024.